# Tegallega (Lengkong)
Tegallega is een bestuurslaag in het regentschap Sukabumi van de provincie West-Java, Indonesië. Tegallega telt 6771 inwoners (volkstelling 2010).